# عيش حياتك (فلم)
عيش حياتك فيلم رومانسي كوميدي مصري من إنتاج سنة 2019. الفيلم من إخراج تامر بسيوني، وتأليف وسام حامد، وإنتاج رويال صن للإنتاج والتوزيع الفني، ومن بطولة سامح حسين، وساندي، وإدوارد، وسامية الطرابلسي، ومحمد نور. وعُرض الفيلم في موسم أفلام إجازة نصف العام لسنة 2019.

## القصة
تدور أحداث الفيلم في إطار رومانسي كوميدي حول إبراهيم الذي تتسم شخصيته بالتحفظ والخوف من كل جديد، وتتسم حياته بالروتينية الشديدة. ومن خلال حملة دعاية تقوم بها الشركة التي يعمل بها يسافر إبراهيم وداليا زميلته لتصوير حملة إعلانية باسم «عيش حياتك»، وكل ذلك بسبب رغبته في جعل ابنه (آدم) يحبه، لأنه أصبح يحب زوج طليقته أكثر منه.
الفيلم يدعو للتفاؤل والتغلب على الفشل ويمنح طاقة إيجابية للمشاهدين، ويناقش كيفية تخطي الأزمات التي يتعرض لها أي شخص في حياته عن طريق التجربة أكثر من مرة حتى يصل لمراده وهدفه المطلوب.
يحتوي الفيلم  علي أغنيتين من غناء المطربه ساندي.

## طاقم التمثيل
- سامح حسين بدور إبراهيم[4]
- ساندي بدور داليا
- إدوارد بدور هشام
- سامية الطرابلسي بدور كريمة
- محمد نور بدور طارق
- مها أبو عوف بدور ضيفة شرف
- ياسر الطوبجي بدور سائق نقل
- حامد الشراب بدور عز
- حمادة بركات بدور شاب في المطعم
- أحمد التهامي بدور مدرب الغطس
- إبراهيم فرح بدور بدر
- أحمد حلاوة بدور عم سليمان
- مارتينا بدور سكرتيرة هشام
- أحمد الشربيني بدور متر البار

إشترك في التمثيل: فرح شادي سرور - حاتم عبد الجليل - عبد الله - عبد الغني - علاء خالد - خالد محمد - محمود فؤاد
الطفل: أدم - أسامة عصام

## دول العرض
عُرض الفيلم في ثمانية دول عربية منهم مصر هم:
| الدولة                   | تاريخ العرض     | العرض الأول |
| ------------------------ | --------------- | ----------- |
| مصر                      | 13 فبراير، 2019 | نعم         |
| الإمارات العربية المتحدة | 28 فبراير، 2019 | لا          |
| المملكة العربية السعودية | 28 فبراير، 2019 | لا          |
| قطر                      | 28 فبراير، 2019 | لا          |
| البحرين                  | 28 فبراير، 2019 | لا          |
| عمان                     | 28 فبراير، 2019 | لا          |
| الكويت                   | 28 فبراير، 2019 | لا          |
| الأردن                   | 7 مارس، 2019    | لا          |

## الإيرادات
بدأ عرض الفيلم في الأربعاء 13 فبراير، وحقق في يوم عرضه الأول 26 ألف جنيه مصري، وحقق في يوم عيد الحب الخميس 14 فبراير 74 ألف جنيه مصري، ليصل إجمالي ما حققه الفيلم بعد يومين من عرضه 100 ألف جنيه مصري. وإجمالي ما حققه الفيلم هو 468,209 جنيه مصري.

## الإنتاج

### التصوير
إستغرق تصوير الفيلم ما يقرب من ستة أشهر وتم تصويره في عدة أماكن سياحية في مصر، هي: القاهرة، والجيزة، وسيوة، والأقصر، ودهب، وأسوان. وقد حرصت أسرة الفيلم على إبراز المناطق السياحية الهامة في مصر.

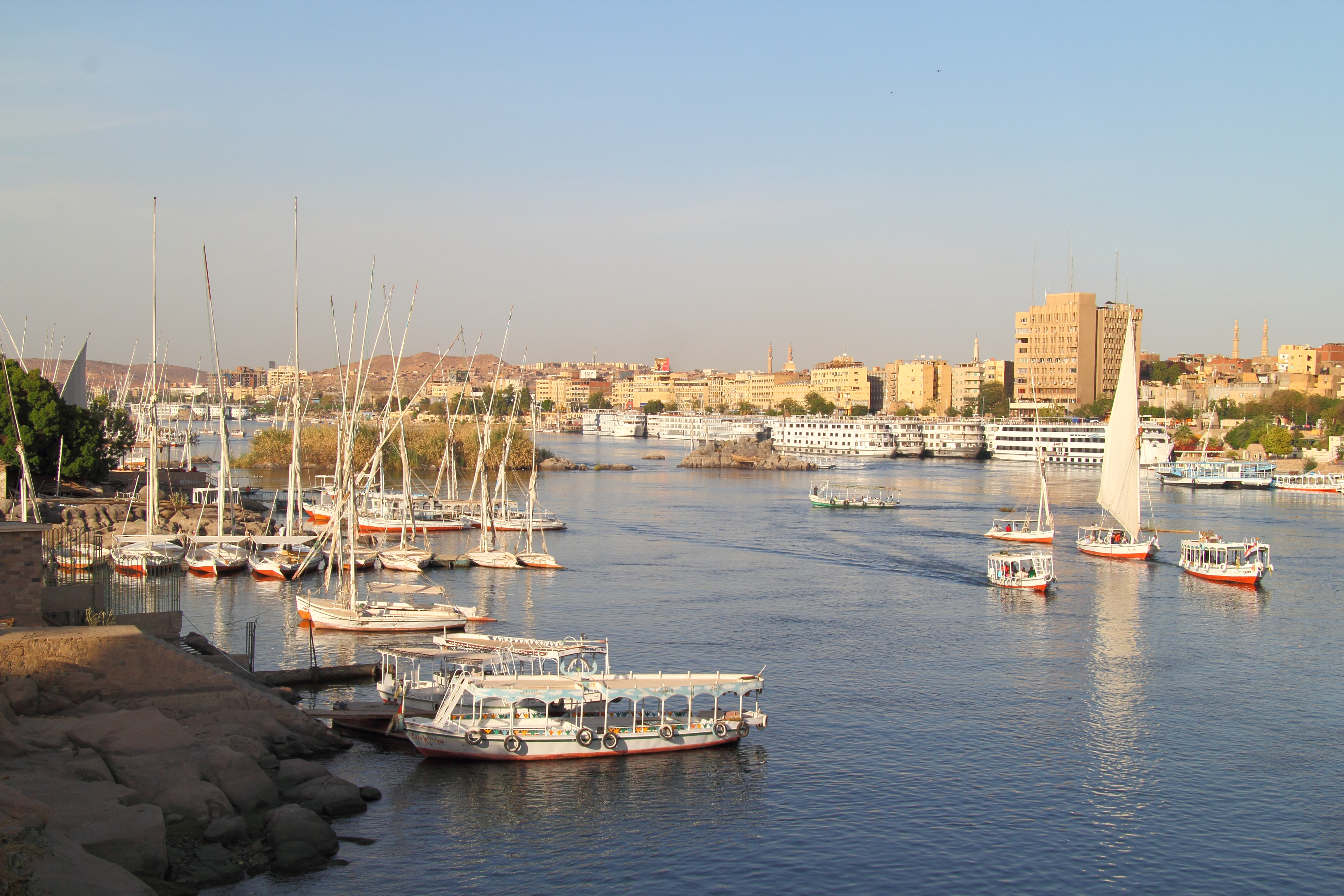
النيل في أسوان.
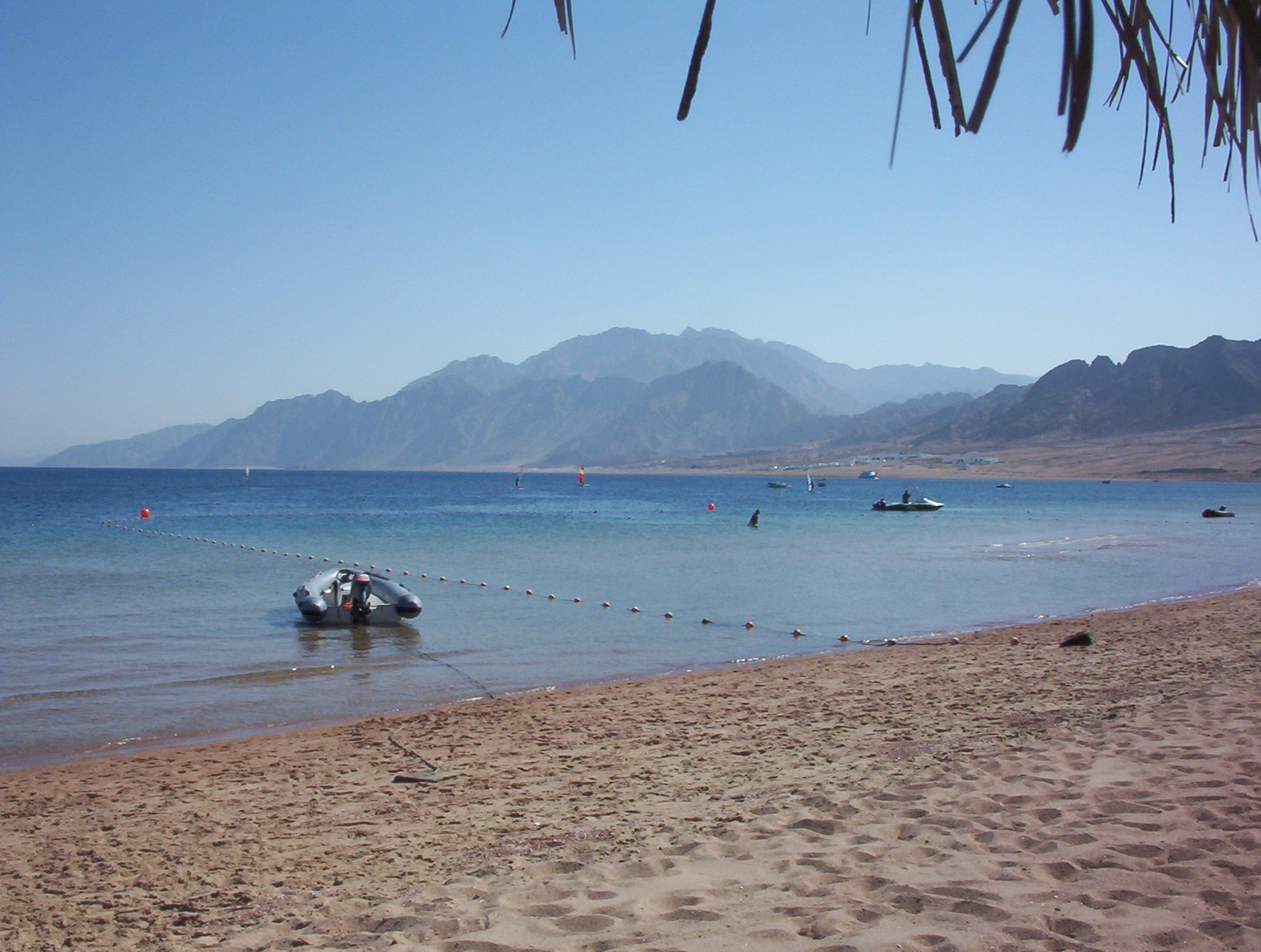
شاطئ دهب.
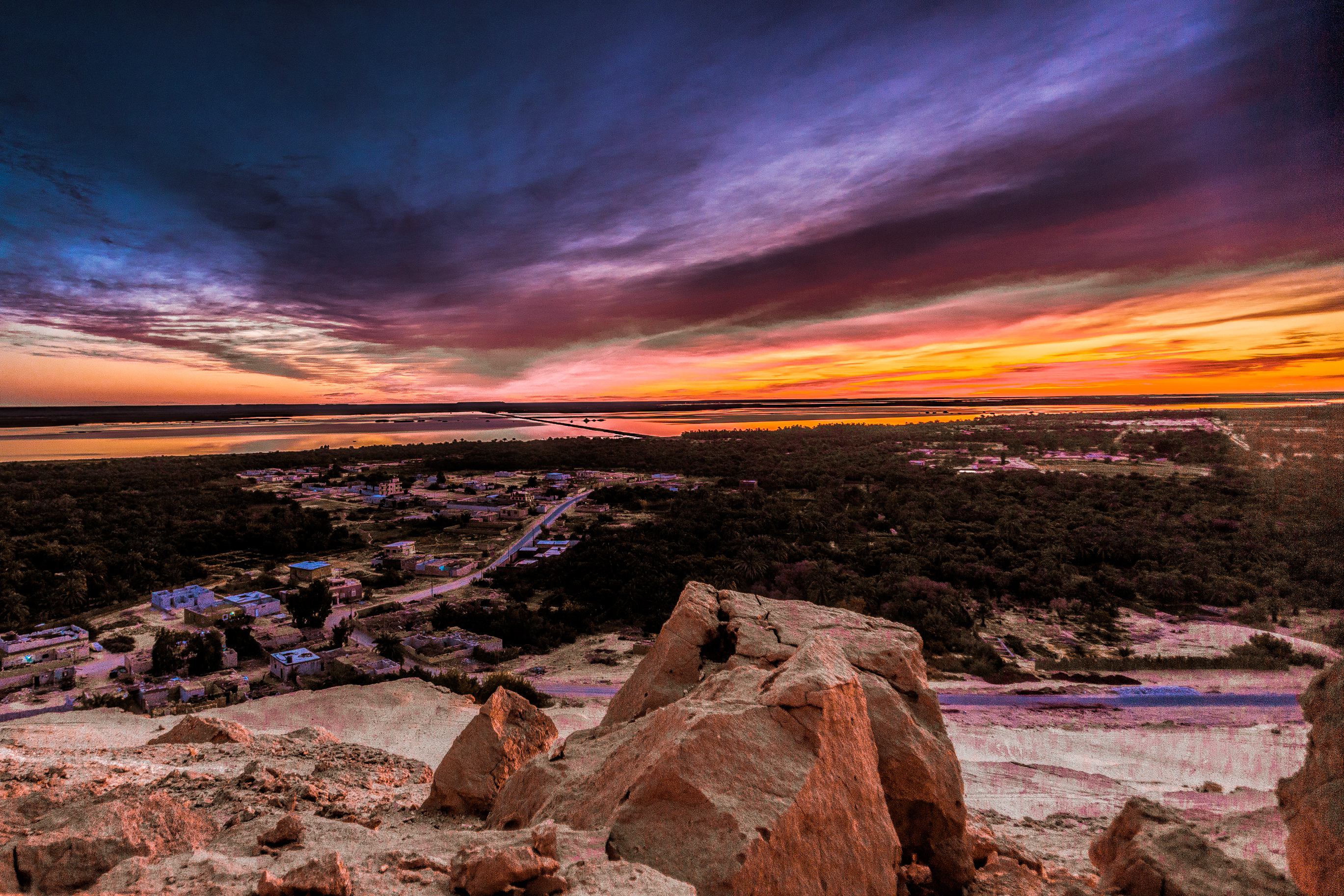
منظر من أعلى جبل الدكروري في سيوة.

## وصلات خارجية
- عيش حياتك على موقع قاعدة بيانات الأفلام العربية